# Slavkovský štít
Le Slavkovský štít est un sommet de la Slovaquie et de la chaîne des Hautes Tatras qui appartient aux montagnes des Carpates occidentales. Il culmine à 2 452 mètres d'altitude.

## Première ascension
La première ascension connue date de 1664 et fut réalisée par Juraj Buchholtz st.